# Järvikari (ö i Egentliga Finland, Nystadsregionen, lat 60,60, long 21,41)
Järvikari är en ö i Finland. Den ligger i Skärgårdshavet och i kommunen Tövsala i den ekonomiska regionen  Nystadsregionen i landskapet Egentliga Finland, i den sydvästra delen av landet. Ön ligger omkring 50 kilometer väster om Åbo och omkring 200 kilometer väster om Helsingfors.
Öns area är 2,9 hektar och dess största längd är 220 meter i sydöst-nordvästlig riktning. I omgivningarna runt Järvikari växer i huvudsak barrskog.